# ROKS Iskan
Le ROKS Iskan (PCC-768) est une corvette de classe Pohang de la Marine de la république de Corée, lancé sous le nom de ROKS Iri et renommé ROKS Iksan en 1999. Il a été désarmé et donné en 2016 à la marine colombienne, où il a repris du service sous le nom d’ARC Almirante Tono (CM-56).

## Historique
La classe Pohang est une série de corvettes construites par différentes entreprises de construction navale sud-coréennes. La classe se compose de 24 navires et certains, après leur déclassement, ont été vendus ou donnés à d'autres pays. Il existe cinq types différents dans la classe, du lot II au lot VI.
Le ROKS Iri a été construit par Hyundai Heavy Industries à Ulsan et lancé le 24 mars 1987. Le navire a été mis en service en septembre 1988 et rebaptisé Iksan en février 1999. Il a été désarmé le 31 décembre 2018. Alors qu’il était en réserve à Jinhae le 28 septembre 2020, il a été donné à la marine colombienne,. Il est arrivé le 24 novembre 2020 à Carthagène, où il a reçu le nouveau nom de ARC Almirante Tono (CM-56). Il a été commissionné et baptisé le 6 janvier 2021. Le 15 janvier, il a commencé sa première patrouille à San Andrés, Providencia et Santa Catalina.

## Galerie

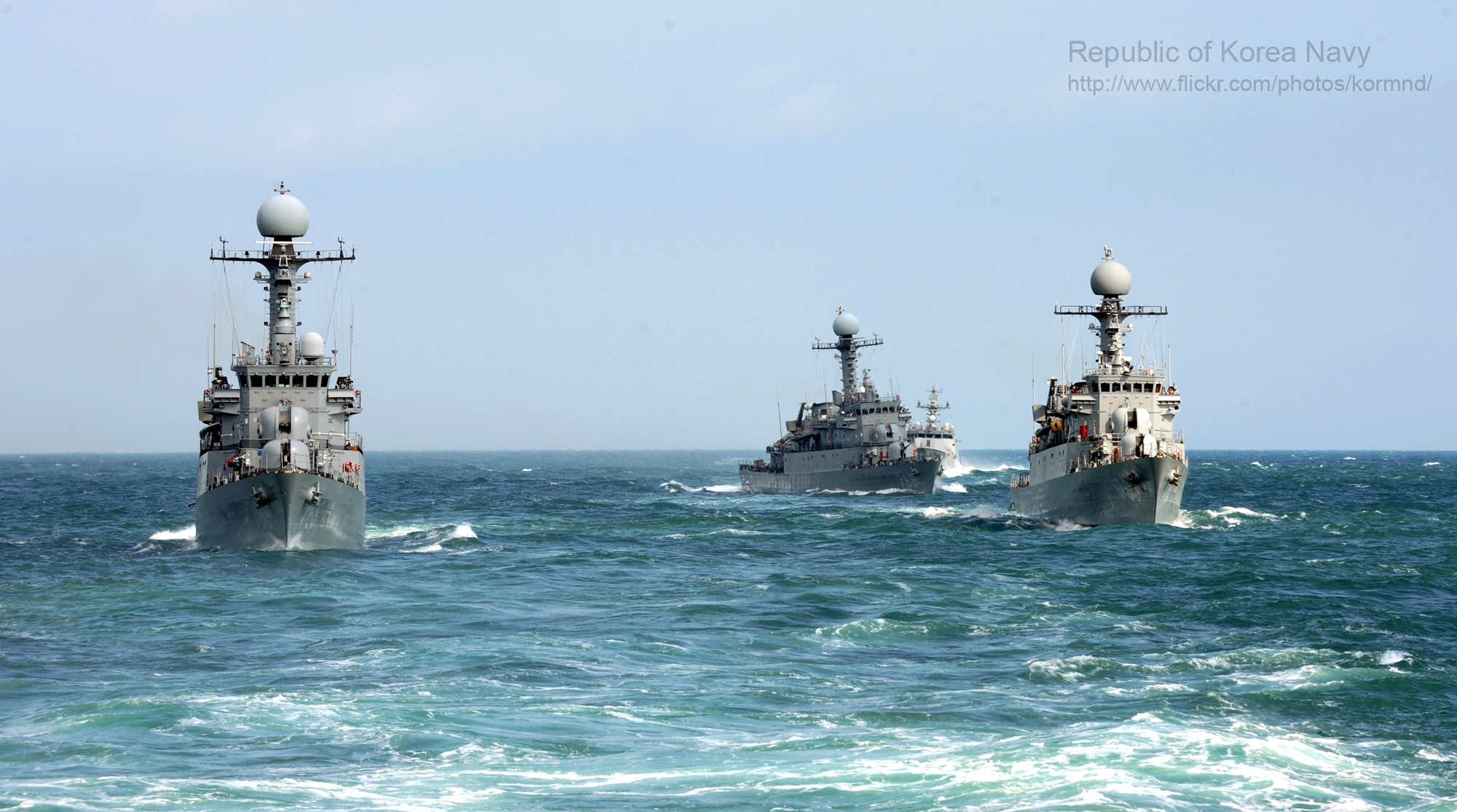
Le ROKS Iksan le 2 octobre 2012.